# تدميم
التَّدمِيم في ترميم المجاري وهندسة الأنهار وهندسة الشواطئ تعني بناء أو إضافة طبقة حماية واقية مكونة من مواد (طبيعية أو صناعية) موضوعة على طول الضفاف أو المنحدرات أو التيارات أو الشواطئ بطريقة تمتص طاقة المياه الواردة. أما في الهندسة العسكرية فهي هياكل مائلة بُنِيَت لتحمي منطقة ما من المدفعية أو القصف أو المتفجرات المخزنة. عادة ما تبنى هذه الطبقة لحماية النهر أو الساحل وللحفاظ على الاستخدامات الحالية للخط الساحلي وحمايةً أيضاً للمنحدرات، ويحميه كذلك من التآكل.

## تدميم الأنهار والبحيرات

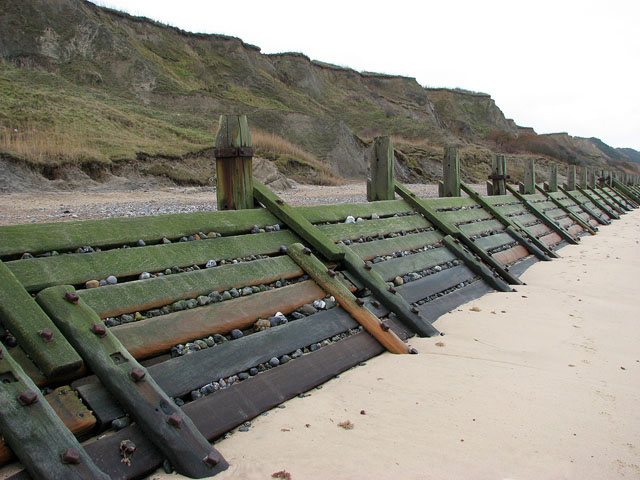
طبقة حماية خشبية

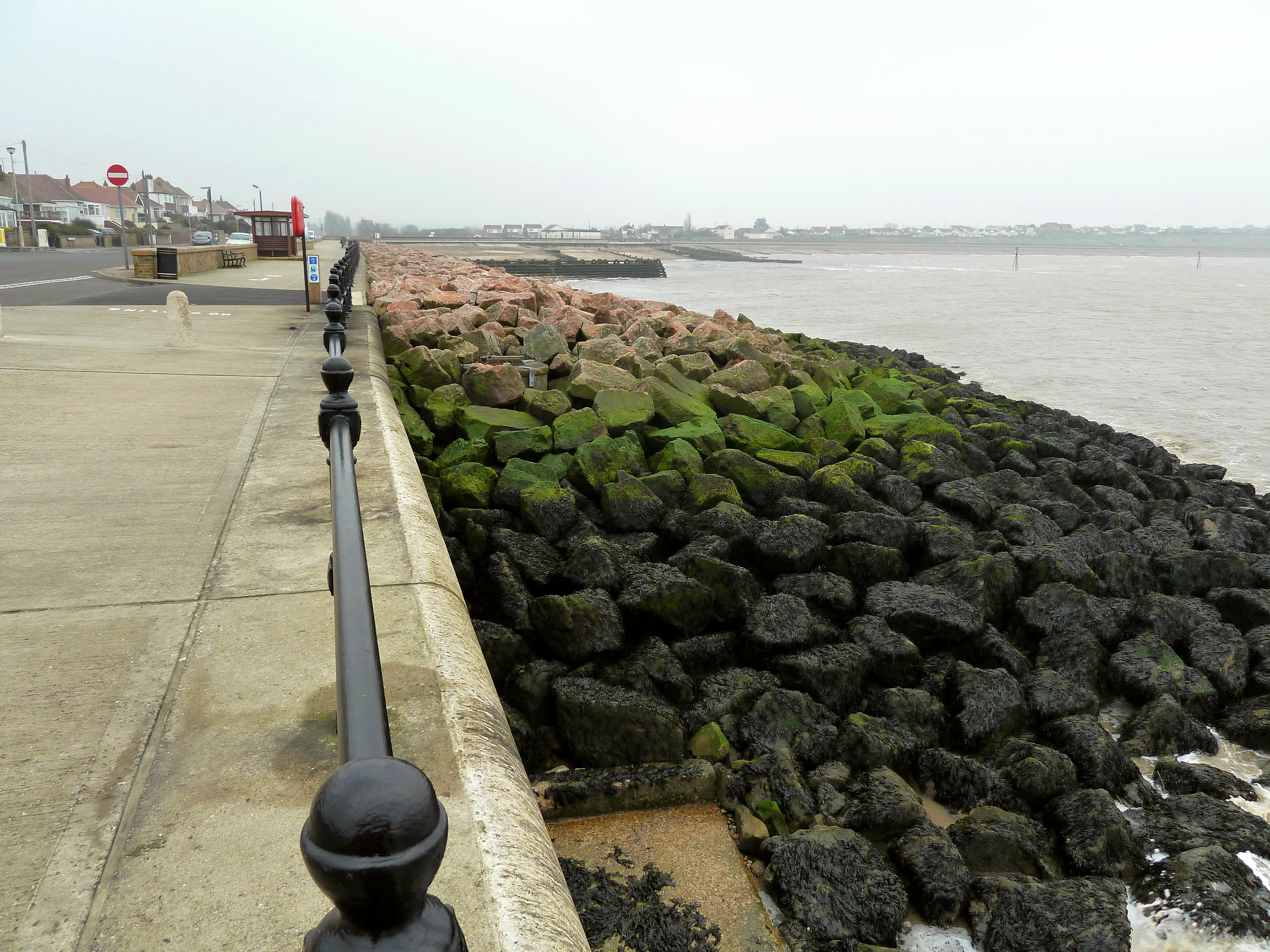
طبقة حماية حجرية

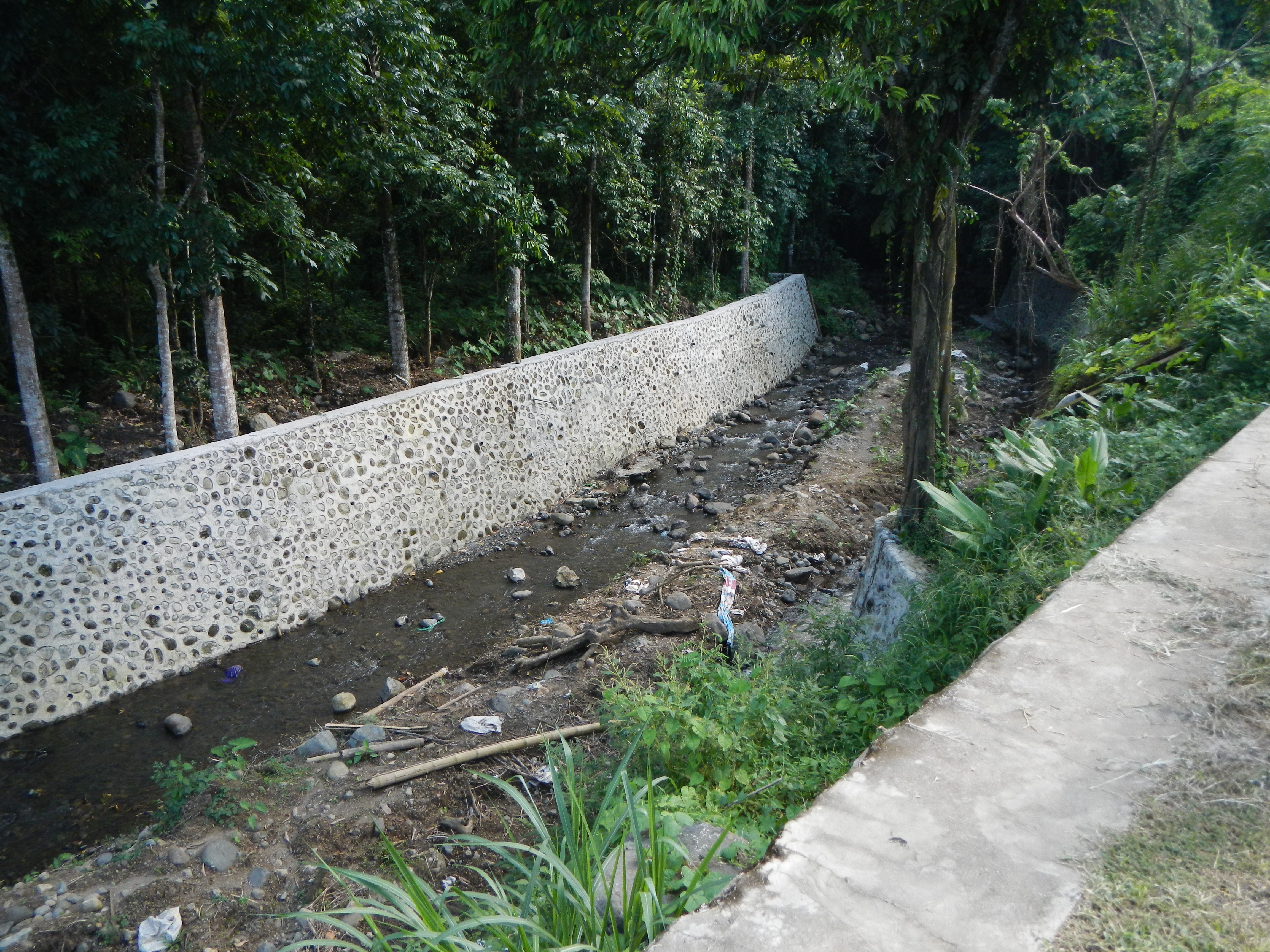
طبقة حماية نهر أوبليس.

تُستخدم العديد من مواد التكييف للربط بين ضفاف أنهار المياه العذبة والبحيرات والخزانات التي تكون من صنع الإنسان، لا سيما لمنع التلف أثناء فترات الفيضانات أو الأمطار الموسمية الغزيرة (انظر تبليط صخري). يمكن استخدام العديد من المواد مثل: أكوام خشبية، صخور فضفاضة مكدسة أو أشكال خرسانية، أو أكثر من المواد الصلبة.
تعد الطبقات الخرسانية أكثر أنواع البنية الأساسية شيوعًا المستخدمة للسيطرة على نهر المسيسيبي. أكثر من 1,000 ميل (1,600 كـم) تم وضع من طبقة خرسانية في التيارات النهرية بين القاهرة في إلينوي وخليج المكسيك لإبطاء التآكل الطبيعي الذي قد يغير أجزاء صغيرة من مجرى النهر.

## تدميم الرصيف الساحلي
تستخدم الطبقات كحل منخفض التكلفة لمقاومة تآكل السواحل في المناطق التي قد تستنفد فيها الأمواج المتصدعة الساحل. وتكون مصنوعة من ألواح خشبية بحيث تعطل قوة الماء. على الرغم من شعبيته، إلا أن استخدام الهياكل الخشبية قد تم استبداله إلى حد كبير بهياكل دفاعية حديثة قائمة على الخرسانة مثل رباعيات الأرجل.

## التحصينات

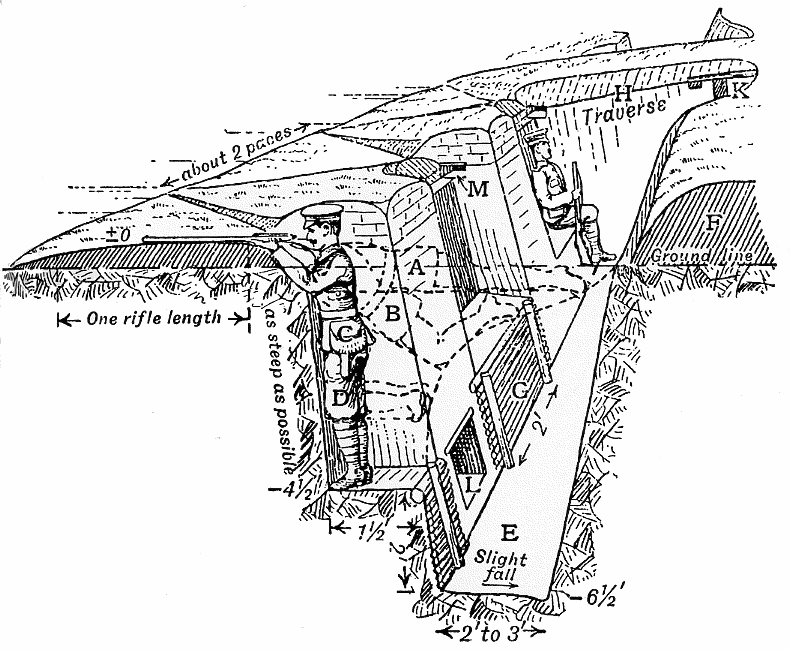
الحرب العالمية الأولى : رسم تخطيطي بريطاني لبناء الخنادق المقطوعة - تكون طبقة الحماية هنا هي الجزء الأمامي من الجندي الواقف.

وفقًا لخدمة المتنزهات القومية الأمريكية، وبالإشارة إلى توظيفهم في الحرب الأهلية الأمريكية، يتم تعريف طبقات الحماية على أنها "جدار حائط تم بناؤه لدعم المنحدر الداخلي للدريئة". مصنوعة من جذوع الأشجار والألواح الخشبية وقضبان السياج أو الأكواب أو التراب أو الأحجار، وقد وفرت هذه الطبقات حماية إضافية من نيران العدو، والأهم من ذلك أنها أبقت المنحدر الداخلي عموديًا.

## روابط خارجية

### التحصينات
- بيزا ريفينت
- غابيون ريفينت

### إدارة النهر والسدود
- EPA - مشروع River Bend
- السدود وطبقات الحماية والصيانة الروتينية
- الولايات المتحدة DOT - تصميم Riprap Revetment